# Mystery Case Files: MillionHeir
Mystery Case Files: MillionHeir — це пригодницька відеогра-головоломка, розроблена Big Fish Games і Griptonite Games та видана Nintendo для Nintendo DS. Він вийшов у Північній Америці й Австралії у 2008 році та в Європі у 2009 році. Це друга гра Mystery Case Files, створена для портативного пристрою.

## Ігровий процес
Окрім однокористувацького режиму, у грі є кооперативні та багатокористувацькі варіанти, коли у гравців є кілька копій гри. Таким чином кількість гравців може досягнути до 4.

## Прийняття
За даними агрегатора оглядів відеоігор Metacritic, гра отримала «змішані» відгуки.
Деймон Гетфілд з IGN написав, що грі бракує індивідуальності, але вона була веселою як тимчасова розвага. Він відчував, що через геймплей «пошук предметів» він швидко втомився б через багато часу. Гетфілд сказав, що гра повністю використала унікальні можливості Nintendo DS. Він також високо оцінив деталі гри, зокрема звуковий дизайн, який, на його думку, зробив світ гри більш охопним. Хетфілд поставив грі оцінку 7,7/10.